# Schloss Tittling
Das Schloss Tittling bzw. die frühere Burg Tittling ist ein abgegangenes Schloss im niederbayerischen Markt Tittling im Landkreis Passau. Das Schloss lag in unmittelbarer Nähe zu der ebenfalls abgegangenen Pfarrkirche St. Vitus in Tittling. Die Anlage wird als Bodendenkmal unter der Aktennummer D-2-7246-0058 als „untertägige mittelalterliche und frühneuzeitliche Befunde im Bereich der ehem. Burg und des späterem Hofmarksschlosses von Tittling“ geführt.

## Geschichte
Um die Mitte des 13. Jahrhunderts kaufte der bayerische Herzog von Ulrich dem Tuetlinder das „castrum Tuetling“. Nach 1400 ist Tittling an die Herren von Puchberg übergegangen. 1463 verkauft Burkhard Puchberger zu Neupuchenberg die Veste Tittling mit allen Zugehörigkeiten an Jörg Regner zu Haselbach. 1469 brachte Barbara von Puchberg die Hofmark Tittling ihrem Gatten Haimeram von Nußdorf durch Eheschließung zu. Wie diese wieder in den Besitz von Tittling gekommen ist, ist nicht bekannt. Der letzte Nußdorfer auf Tittling war Hans Christoph von Nußdorf, der in erster Ehe mit Anna Maria von Schwarzenstein verheiratet war. In zweiter Ehe war er mit Katharina Freiin von Thurn verheiratet, die die Hofmark nach seinem Tod 1639 an Georg Adolph von Schaetzl zu Hörmannsberg und Thyrnau verkaufte. Sie heiratete ihn auch, war aber 1642 wieder verwitwet und verkaufte die Hofmark an August Rumpeltshofer, Ratsbürger von Vilshofen um 26.000 fl und 100 Dukaten. Durch Verehelichung kam Tittling dann an Johann Georg von Ziegler, der Pfleger von Hengersberg war. 1728 ging die Hofmark wieder auf dem Heiratsweg an Johann Adam von Lier über, Pfleger und Kastner zu Vilshofen. Dieser verkaufte das Schloss und den Markt für 40.000 fl 1730 an den Grafen Max von Taufkirchen. Die Hofmark wurde gemeinsam mit Englburg verwaltet. Das Schloss ist mit der danebenliegenden Pfarrkirche am 17. August 1803 abgebrannt und wurde nicht mehr aufgebaut.

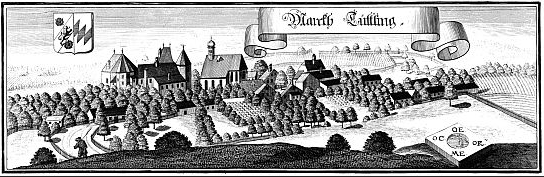
Markt und Schloss Titling nach einem Stich von Michael Wening (1726)

1803 bestand in Tittlingen ein Patrimonialgericht, das vom Landgericht Griesbach abgetrennt und dem Landgericht Passau zugeschlagen wurde. 1809 besaßen die Gerichtsherrschaft noch die Grafen von Taufkirchen. 1813 übertrug Max Graf von Taufkirchen dem Landgericht Passau die patrimonale Gerichtsbarkeit auf Zeit. Die überschuldeten Güter von Tittlingen befanden sich damals in gerichtlich angeordneter Administration. Nach mehreren Zwischenschritten wurde 1848 die Patrimonialgerichtsbarkeit in Tittling endgültig aufgehoben und vom Staat übernommen.

## Beschreibung
Von dem Schloss Tittling sind nur geringe Reste auf dem schwach nach Westen geneigten Gelände des Burgstalls erkennbar. Auf dem Urkataster von Bayern ist Anfang des 19. Jahrhunderts noch ein sichelförmiger Grabenrest erkennbar, der das ehemalige Schloss umfasst hat. Dieser Graben war nach Westen gegen das abfallende Gelände von einem Wall begleitet. Heute bestehen hier der Gasthof zur Post bzw. der Marktplatz von Tittling.